# Monthly Weather Review
Monthly Weather Review — науковий журнал, що видається Американським метеорологічним товариством. Журнал висвітлює різноманітні теми метеорологічних досліджень, зокрема спостереження, аналіз, моделювання та прогнозування атмосферних та великомасштабних океанських процесів.
Журнал почав публікуватися в липні 1872 року Сигнальними силами Армії США, та видавався цією організацією до 1891 року. У 1891 році відповідальність за метеорологічні дослідження перейшла до Погодного бюро, відділу Департаменту сільського господарства США. Погодне бюро продовжило випуск журналу до 1970 року, коли бюро увійшло до складу Національного управління океанічних і атмосферних досліджень (NOAA). NOAA продовжило видавати журнал до кінця 1973 року, а з 1974 року видавництво було передане Американському метеорологічному товариству.